# Віллі Кох (1917)
Віллі Кох (нім. Willi Koch; 28 січня 1917, Шлібен — 29 квітня 1945, Берлін) — німецький військовослужбовець, оберфельдфебель вермахту. Кавалер Лицарського хреста Залізного хреста з дубовим листям.

## Біографія
1 жовтня 1938 року вступив в 32-й піхотний полк. Учасник Польської і Французької кампаній, а також Німецько-радянської війни. Будучи командиром 6-ї роти свого полку, відзначився у боях під Лугою, а також при відступі на Півночі Росії. На початку 1945 року був тяжко поранений, а після одужання в квітні 1945 року очолив 3-ю роту 102-го ударного батальйону, який бився в районі Берліна. Загинув у бою.

## Нагороди
- Залізний хрест 2-го і 1-го класу
- Медаль «За зимову кампанію на Сході 1941/42»
- Нагрудний знак «За поранення» в чорному
- Нагрудний знак ближнього бою в бронзі
- Лицарський хрест Залізного хреста з дубовим листям
  - лицарський хрест (16 квітня 1944)
  - дубове листя (№612; 16 жовтня 1944)